# 케말주의
케말주의(튀르키예어: Kemalizm) 또는 아타튀르크주의(튀르키예어: Atatürkçülük)는 케말 아타튀르크가 강조한 튀르키예의 개혁적 기본 원리로, 세속주의와 서구화를 지향한다. 이러한 가치들을 부정하는 에르도안 이전까지 튀르키예에서 강한 영향력을 끼쳤다.

## 같이 보기
- 공화주의
- 세속주의